# TKTS

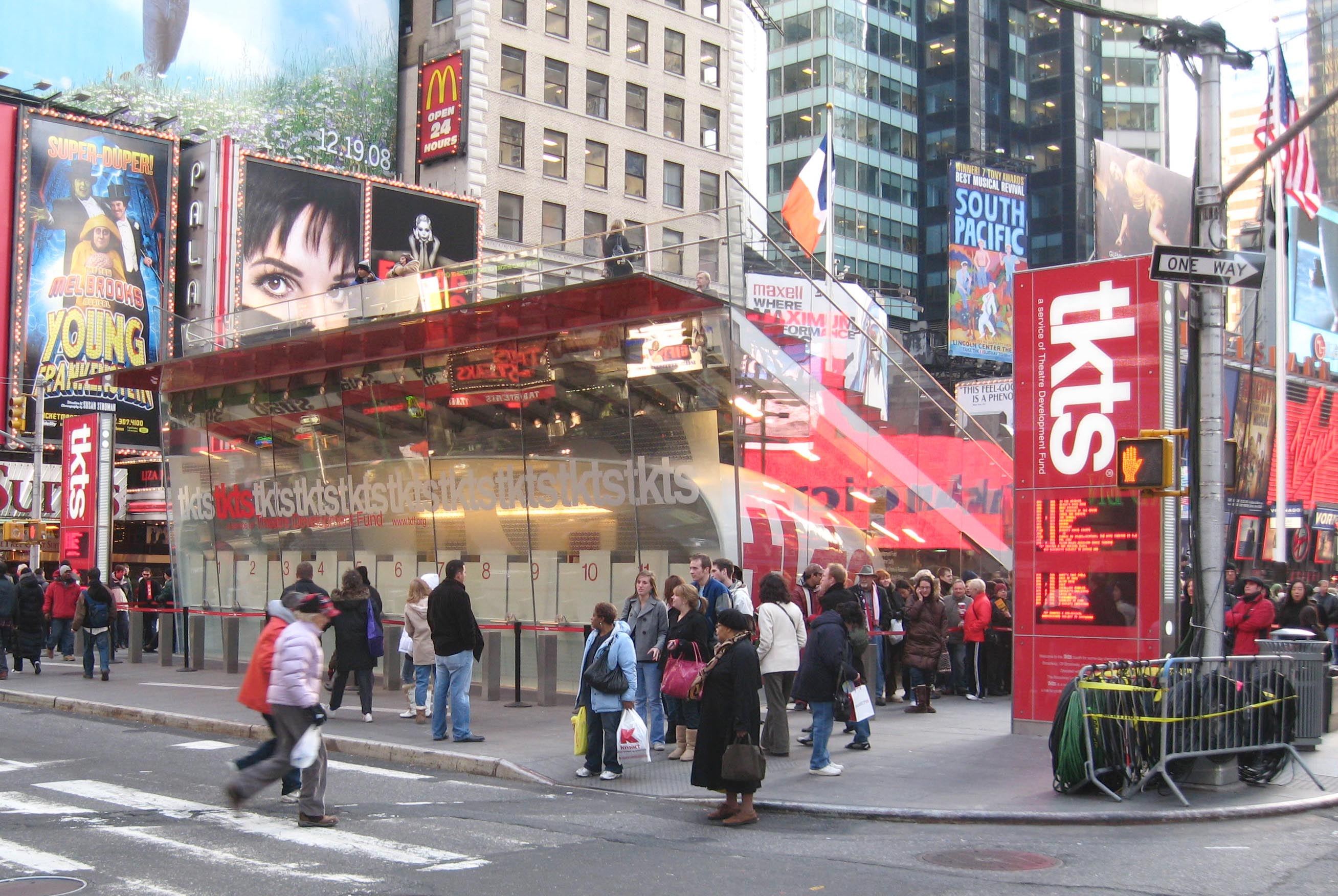
TKTS售票亭

TKTS是販售紐約市百老匯音樂劇和倫敦音樂劇的售票亭，提供25%至50%之間的折扣，因此經常大排長龍。

## 紐約市的TKTS
紐約的TKTS，當地人稱之為「杜非廣場」，於1973年開幕，由劇院發展基金會負責經營。紐約市共有兩個售票亭，一個在杜非廣場（時報廣場的北端），另一個在曼哈頓下城的南街海港旁，此票亭原本位於紐約世界貿易中心的大廳裡，但因九一一恐怖攻擊事件，大樓被摧毀才搬遷至此地。
劇院會釋放當天的票給TKTS販售，離開演時間越近，票就越多。票亭旁會有看板顯示當日劇碼的詳細資訊，方便民眾預先得知販售的狀況。TKTS接受現金和旅行支票，但不接受信用卡。必須注意的是，時報廣場的票亭只賣當天表演的票，而南街海港的票亭賣的是當天晚場的票以及隔天下午場的票，而在杜非廣場排隊買票的時間通常比在南街海港的時間長，遊客可自行斟酌。
由於施工的需要，從2006年春天起，杜非廣場（時報廣場）的票亭暫時搬至附近的Marriott Marquis飯店，位於46街。
由Perkins Eastman設計，翻修一新的紐約TKTS已經于2008年正式對游客開放。新開放的TKTS將不僅僅是一個售票點，而成為紐約TIMES SQUARE中的一個公共交流空間。（页面存档备份，存于）

## 倫敦市的TKTS
倫敦的TKTS前身為「半價票亭」（Half-Price Ticket Booth），於1980年開幕，目前由倫敦劇院協會負責營運，位在萊斯特廣場。
雖然倫敦劇院協會已從劇院發展基金會取得TKTS的商標權，但實際上兩個組織並沒有任何關係。

## 外部連結
- 紐約TKTS官方網站（页面存档备份，存于）
- 倫敦TKTS官方網站（页面存档备份，存于）
- 百老匯折扣網站（页面存档备份，存于） - 由各秀場提供最高至50%折扣的票
- 百老匯秀的折扣 - 提供百老匯熱門表演的折扣